# Michele Tosini
Pour les articles homonymes, voir Tosini.
Michele Tosini dit Michele di Ridolfi ou  Michele Ghirlandaio (1503 - 1577) est un peintre du maniérisme italien, actif à Florence.  

## Biographie
Il commence son apprentissage avec Lorenzo di Credi et Antonio del Ceraiolo et part ensuite à l'atelier de Ridolfo Ghirlandaio, où il prend le nom de Michele di Ridolfi ou encore Michele Ghirlandaio.
Après 1556, il est l'assistant de Giorgio Vasari pour la décoration de la Salle des Cinq-Cents au Palazzo Vecchio. 
Il a peint une œuvre d'autel pour la chapelle de la Villa Caserotta (it) (1561), près de San Casciano in Val di Pesa.
Il est aussi un portraitiste notable.
Il est le maître de Bernardino Poccetti.

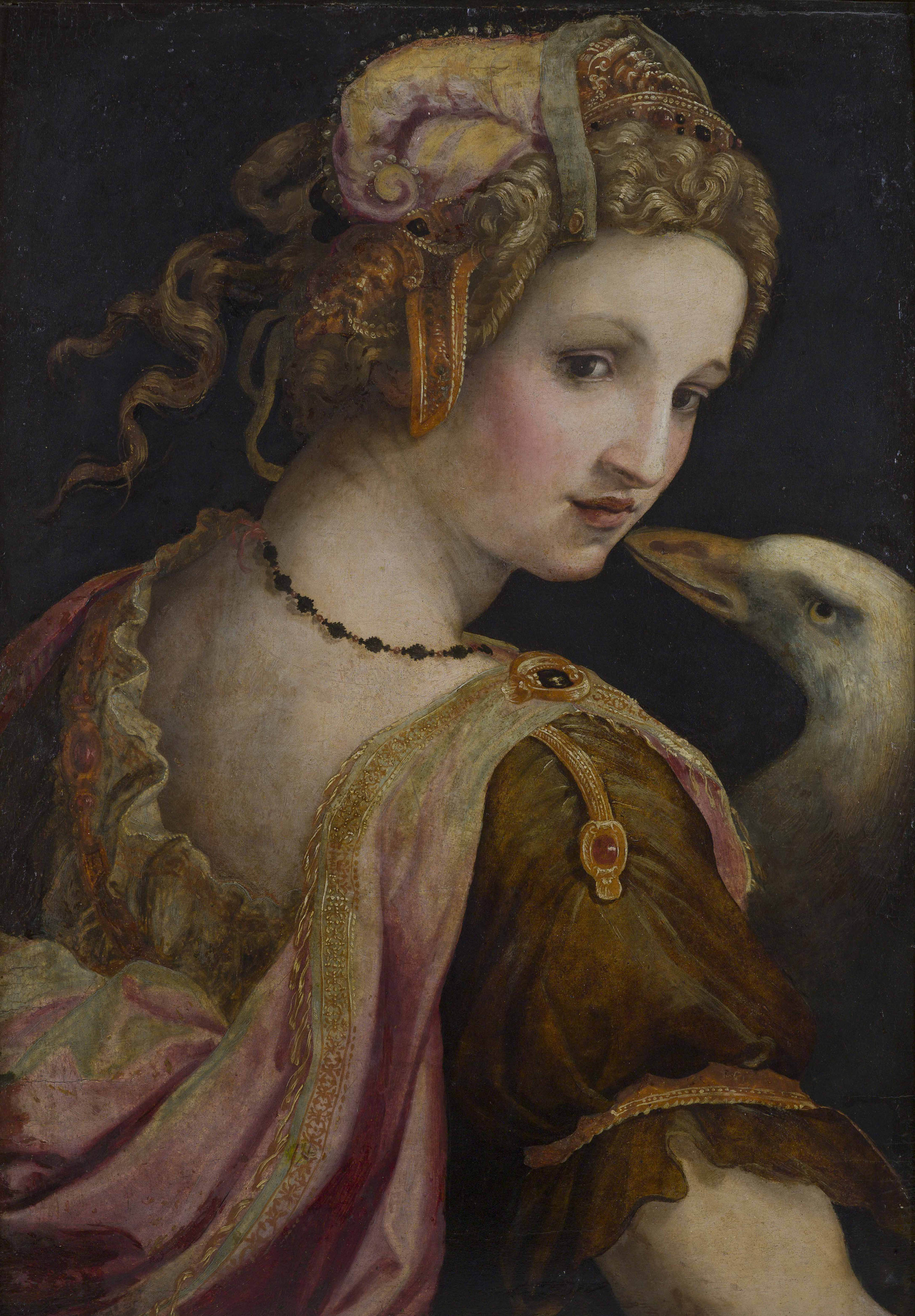
Léda, vers 1560-1570 – Galerie Borghèse, Rome.
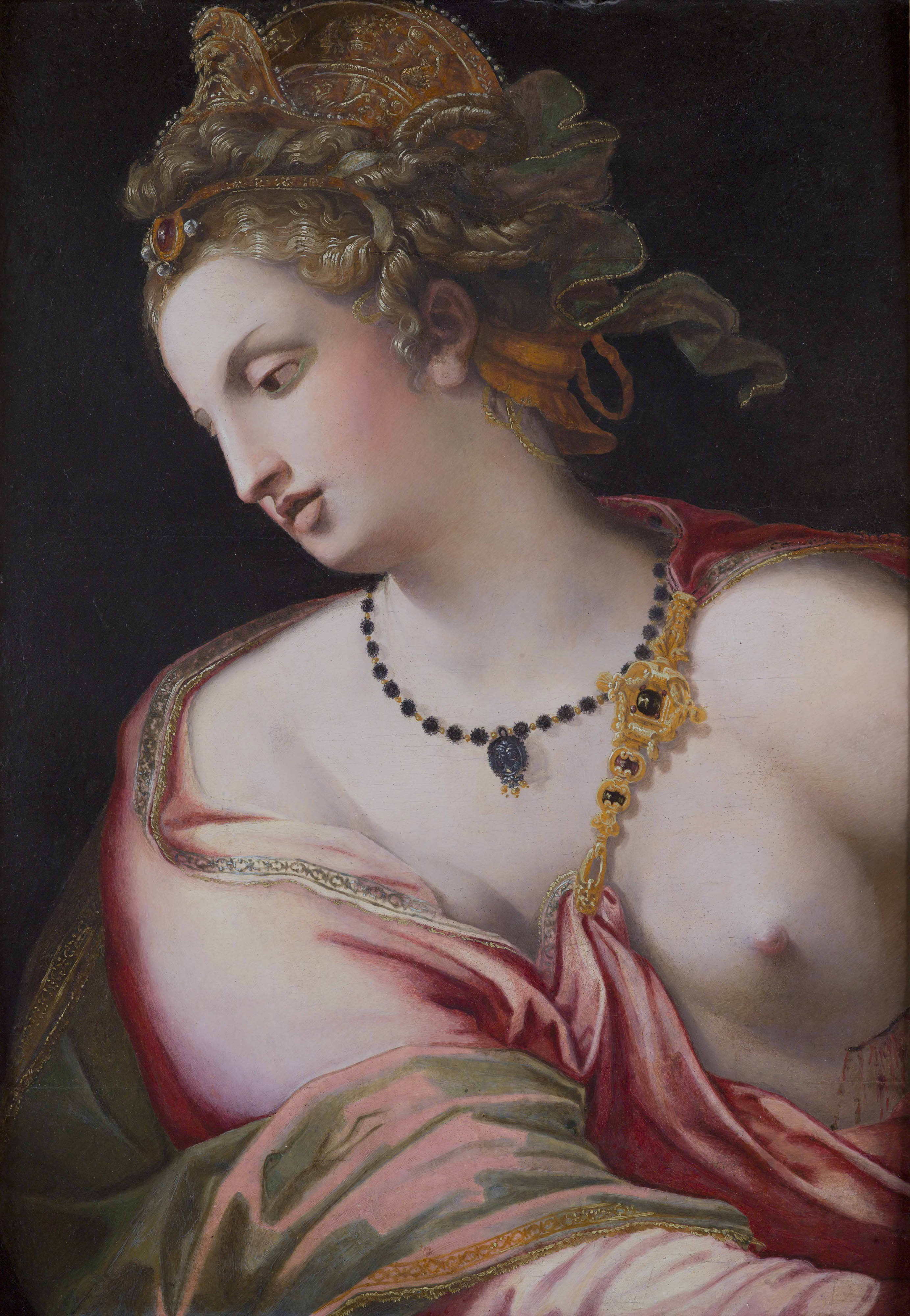
Lucrèce, vers 1560-1570 – Galerie Borghèse, Rome.